# Sorangium cellulosum
Sorangium cellulosum je gramnegativní půdní proteobakterie z řádu Myxococcales. Pohybuje se klouzavým pohybem (gliding). Je zvláštní tím, že má neobvykle velký genom, 12 200 000 komplementárních párů, podle novějších výzkumů dokonce 13 033 779 komplementárních párů; tak či tak je tento genom největší ze všech sekvenovaných bakterií.
Metabolity vylučované bakterií Sorangium cellulosum, nazývané epothilony, mají antineoplastickou (protinádorovou) aktivitu. Na základě této znalosti byly vynalezeny analogické látky, které napodobují jejich aktivitu. Příkladem analogů je ixabepilon, látka používaná k léčbě rakoviny plic.